# Lycosa perkinsi
Lycosa perkinsi este o specie de păianjeni din genul Lycosa, familia Lycosidae, descrisă de Simon, 1904. Conform Catalogue of Life specia Lycosa perkinsi nu are subspecii cunoscute.